# Gratis (Ohio)
Gratis is een plaats (village) in de Amerikaanse staat Ohio, en valt bestuurlijk gezien onder Preble County.

## Demografie
Bij de volkstelling in 2000 werd het aantal inwoners vastgesteld op 934.
In 2006 is het aantal inwoners door het United States Census Bureau geschat op 904, een daling van 30 (-3,2%).

## Geografie
Volgens het United States Census Bureau beslaat de plaats een oppervlakte van
2,4 km², geheel bestaande uit land.

## Plaatsen in de nabije omgeving
De onderstaande figuur toont nabijgelegen plaatsen in een straal van 16 km rond Gratis.